# Kasteel van Peel
Het kasteel van Peel (Engels: Peel Castle) is een kasteel op het eiland Man, oorspronkelijk gebouwd door de Vikingen. Het kasteel is tegenwoordig eigendom van Manx National Heritage en is geopend voor bezoekers. Het bevindt zich op het kleine eilandje St Patrick's Isle, dat heden ten dage met Man verbonden is. De ruïnes bestrijken nagenoeg de gehele oppervlakte van dit eilandje.

## Geschiedenis
Met de bouw van het kasteel werd begonnen in de 11e eeuw. Na de periode van de Vikingen werd het kasteel gebruikt door de Kerk, omdat er een kathedraal aanwezig was in het kasteel. In de 18e eeuw zou deze aanwezigheid van de Kerk echter verdwijnen. Tot aan 1860 werd er gebouwd aan het kasteel. Tegenwoordig staan de muren nog, maar de gebouwen daarbinnen zijn grotendeels verworden tot ruïnes. In de jaren 80 van de 20e eeuw werden een begraafplaats en de overblijfselen van het oorspronkelijke houten vikingfort opgegraven.
Op het domein bevindt zich de enige Ierse round tower van het eiland Man, omgeven door de ruïnes van stallen. Binnen in de kerk kan men de crypte van Sint-Germanus bezoeken, en daarbuiten liggen nog de restanten van een kerkhof. Bij de ingang van het kasteel staat een standbeeld van een zwarte hond: dit is een verwijzing naar de legende van de Moddey Dhoo, een monster dat in de 17de eeuw in het kasteel zou hebben rondgespookt.

## Trivia
- Het kasteel staat afgebeeld op briefjes van 10 pond.